# Калиновка (Хабарський район)
Кали́новка (рос. Калиновка) — селище у складі Хабарського району Алтайського краю, Росія. Входить до складу Коротояцької сільської ради.

## Населення
Населення — 43 особи (2010; 90 у 2002).
Національний склад (станом на 2002 рік):
- росіяни — 100 %